# Profesor Tarantoga
Profesor Tarantoga (celým jménem Astral Sternu Tarantoga) je fiktivní xenozoolog, cestovatel a vynálezce z některých knih polského spisovatele Stanisława Lema.
Tarantoga je hlavní postavou ve čtyřech hrách (uvedených rozhlasem, některé zpracovány jako televizní adaptace). Původně se objevil v knize Hvězdné deníky jako přítel kosmického dobrodruha a cestovatele Ijona Tichého. Později se vyskytl i v dalších Lemových dílech.
Astral Sternu Tarantoga je profesorem xenozoologie na Univerzitě Fomalhautu, předsedou redakční komise "kompletního díla Ijona Tichého" ("Dzieła Wszystkie Ijona Tichego") a vynálezcem a objevitelem různých fascinujících zařízení (většina z nich je parodií na běžné sci-fi technologie).

## Knihy, v nichž vystupuje profesor Tarantoga
(česká vydání)
- Hvězdné deníky (Baronet, 1999)